# ATP Challenger Medellín-2
Der ATP Challenger Medellín (offiziell: Medellín Challenger) war ein Tennisturnier, das zwischen 1995 und 1998 in Medellín, Kolumbien, stattfand. Es gehörte zur ATP Challenger Tour und wurde im Freien auf Sand gespielt. Adriano Ferreira ist mit je einem Titel im Einzel und Doppel der einzige mehrfache Sieger.

## Liste der Sieger

### Einzel
| Jahr | Sieger            | Finalgegner       | Ergebnis          |
| ---- | ----------------- | ----------------- | ----------------- |
| 1998 | Adriano Ferreira  | Rogier Wassen     | 6:0, 6:4          |
| 1997 | nicht ausgetragen | nicht ausgetragen | nicht ausgetragen |
| 1996 | Mauricio Hadad    | Jaime Oncins      | 2:6, 6:3, 6:1     |
| 1995 | Jérôme Golmard    | Gustavo Kuerten   | 6:3, 7:6          |

### Doppel
| Jahr | Sieger                           | Finalgegner                       | Ergebnis          |
| ---- | -------------------------------- | --------------------------------- | ----------------- |
| 1998 | Adriano Ferreira Cristiano Testa | Juan Camilo Gamboa Mauricio Hadad | 3:6, 6:1, 6:2     |
| 1997 | nicht ausgetragen                | nicht ausgetragen                 | nicht ausgetragen |
| 1996 | Pablo Campana Tamer El Sawy      | Eyal Ran Maurice Ruah             | 7:5, 6:1          |
| 1995 | Wayne Black László Markovits     | Leander Paes Maurice Ruah         | 7:5, 6:4          |